# Elektrobit
Die Elektrobit Automotive GmbH ist ein im Bereich der Automotive Software tätiges deutsches Unternehmen mit Hauptsitz in Erlangen, das als 100%ige Tochter zur Continental AG gehört.
Vor dem 1. Juli 2015 war die Firma einer von zwei Geschäftsbereichen der Elektrobit Oyj, einer finnischen Aktiengesellschaft, am 1. Juli 2015 wurden dann der Markenname Elektrobit und die Sparte Automotive mit etwa 1500 Beschäftigten für 600 Mio. € an Continental verkauft.

## Geschichte

Logo der übernommenen Firma 3SOFT als Marke von Elektrobit

Die Gruppe entstand 2004 durch den Kauf des Erlanger Unternehmens 3SOFT durch die Elektrobit-Group. Die 1988 gegründete 3SOFT hatte sich zu diesem Zeitpunkt von einem Anbieter von Medizintechnik-Software zu einem Anbieter sowohl von eigener System-Software als auch von Dienstleistungen für automobile Steuergeräte-Software entwickelt.

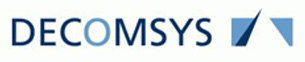
Logo von Decomsys

Mit der Übernahme des österreichischen FlexRay-Spezialisten DECOMSYS im Juni 2007 und des französischen Embedded-Software-Unternehmens NCS im Juli 2008 wuchs das damalige Automotive Business Segment der damaligen Elektrobit Group weiter.
Nach dem Verkauf des Automotive-Bereichs an die Continental AG inklusive des Namens Elektrobit benannte sich die jetzt nur noch aus dem Wireless-Bereich bestehende ehemalige Elektrobit Group in Bittium um.
Im November 2017 gliederte Continental die zuvor erworbene israelische PlaxidityX (vormals Argus Cyber Security) mit Sitz in Tel Aviv in Elektrobit ein.

## Lage seit 2018
Seit der unternehmensinternen Reorganisation „EB18“, die im Jahr 2018 eingeführt wurde, befindet sich Elektrobit in einer Phase tiefgreifender struktureller Veränderungen. In diesem Zusammenhang kam es zu einem schrittweisen Abbau technischer Schlüsselpositionen. Zahlreiche erfahrene Fachkräfte, Technologiespezialisten sowie zentrale Führungspersonen – darunter auch der langjährige Chief Technology Officer Christian Reinhard – haben das Unternehmen verlassen.
In den Jahren 2024 und 2025 wurden umfassende Stellenstreichungen angekündigt und umgesetzt. 2024 erfolgte ein Abbau von rund 400 Stellen, 2025 sollen weitere etwa 480 Arbeitsplätze entfallen, davon über 300 in Deutschland. Auch Auszubildende und Berufseinsteiger werden zunehmend nicht übernommen. Die Maßnahmen betreffen vor allem Entwicklungsbereiche und werden im Kontext eines konzernweiten Restrukturierungsprogramms bei Continental gesehen, bei dem weltweit bis zu 3.000 F&E-Stellen wegfallen sollen.
Obwohl CEO Maria Anhalt öffentlich von einer positiven Entwicklung des Unternehmens spricht und auf neue Partnerschaften sowie den strategischen Fokus auf software-definierte Fahrzeuge verweist, berichten interne Quellen von anhaltenden jährlichen Verlusten in Höhe von rund 30 Millionen Euro. Kritiker bemängeln zudem eine fehlende strategische Kontinuität und werfen dem Management eine wechselhafte Produkt- und Marktausrichtung vor.

## Automotive
Elektrobits Automotive Software Business bietet Embedded Software-Lösungen für die Automobilindustrie an und ist spezialisiert auf die Entwicklung von Produkten sowie Dienstleistungen und Beratung für die Automobilindustrie, rund um AUTOSAR und FlexRay, Infotainment, Navigation, HMI sowie Fahrerassistenzsysteme.

## Standorte und Beteiligungen von Elektrobit Automotive

### Standorte der Elektrobit Automotive GmbH
- Erlangen (Hauptsitz)
- Berlin
- Stuttgart
- Braunschweig
- Radolfzell am Bodensee
- München
- Ulm

### Beteiligungen
- Elektrobit Austria GmbH, Wien
- Elektrobit Automotive Romania, SRL, Brașov, Timișoara (Beteiligung: 90 %)
- Elektrobit Automotive Software (Shanghai) Co. Ltd., Shanghai, Peking
- Elektrobit France SAS, Carrières-sur-Seine
- Elektrobit Nippon KK, Tokio, Nagoya
- e.solutions GmbH, Ingolstadt, Erlangen (Beteiligung: 51 %)
- Elektrobit Automotive Americas Inc., Plymouth
- Elektrobit Automotive Finland Ltd., Oulu
- Elektrobit India Private Ltd., Bangalore
- Elektrobit Automotive Korea Ltd., Seoul

## Standardisierung
Elektrobit engagiert sich in verschiedenen Standardisierungs-Zusammenschlüssen, darunter
- AUTOSAR als Premium-Partner
- Eclipse Foundation als „Contributing Member“[11]
- FlexRay als Premium Associate Member
- OSEK/VDX im Technical Committee
- ASAM e.V. als Supplier Member
- JASPAR (Japan Automotive Software Platform and Architecture) als Member
- MOST Cooperation als Member